# 星鳴特攻
《星鳴特攻》是一款由Firewalk Studios開發，索尼互動娛樂發行的第一人稱英雄射擊遊戲。該遊戲於2024年8月23日在PlayStation 5和Windows平台發布。該遊戲收到了評論家褒貶不一的評價，銷量和玩家数量远不及预期。2024年9月3日，開發團隊宣布於2024年9月6日下線本作並關閉伺服器，索尼则于当年10月宣布项目终止。

## 遊戲玩法
《星鳴特攻》是一款以原創科幻宇宙為背景，採PvP形式的英雄射擊遊戲，遊戲採以第一人稱視角。遊戲中包含各種可操控角色，每個角色都有擁有獨特的能力與形象。遊戲機制包括特殊裝備，這些裝備不僅在角色死亡後繼續存在，還會跨回合中持續有效。
最初的預覽中展示5個角色，而遊戲正式發佈時包含了16個角色。 遊戲預定在發布後提供免費的更新，新增更多角色、地圖、小插曲等。每週，遊戲將展示新的插曲，展示該遊戲角色在遊戲之外的活動。

## 開發及發行
《星鳴特攻》由Firewalk Studios負責開發，Firewalk最初與母公司ProbablyMonsters合作開發，直到工作室在2023年4月被索尼互動娛樂收購。
2023年5月22日，Firewalk Studios在線上直播活動PlayStation Showcase上正式宣布了《星鳴特攻》的製作，並發布了一段CGI前導預告片。遊戲的測試版於2024年7月發布，但玩家人數不盡如人意。遊戲最終2024年8月23日正式發布，支援PlayStation 5和Windows平台。
2024年9月3日，索尼宣布将下线《星鸣特攻》，并会对玩家退款。索尼解释称，“游戏的某些方面以及我们的首发表现未能达到预期”，并且他们将“探索其他选项，包括那些能够更好地与玩家互动的方式”。游戏随后从数字商店下架。2024年9月6日后，游戏服务器正式关闭。
游戏迅速停运的原因有多个原因：《星鸣特攻》未能与《守望先锋》和《Apex英雄》等已有的射击游戏有明显区分，缺乏创新的游戏机制、角色阵容缺乏特色以及地图设计问题。此外，游戏的定价也遭受批评，因为在该类型游戏中，绝大多数竞争对手均为免费游戏，而《星鸣特攻》却以40美元全价发布。加上长达八年的开发周期，使其在发布时显得过时，难以与不断变化的市场趋势和玩家期望保持一致。
由于游戏的商业失败，游戏总监瑞恩·埃利斯（Ryan Ellis）向Firewalk Studio的员工宣布将辞去游戏总监职位，转而担任支持角色。工作室内部有些员工开始更新简历，部分人已经离职，其他人则在观望潜在的遣散方案后再做决断。
2024年10月底，索尼互動娛樂在内部消息中宣布终止《星鸣特攻》项目并關閉Firewalk Studios。

## 評價
| 汇总媒体             | 得分                     |
| -------------------- | ------------------------ |
| Metacritic           | (PS5) 62/100 (PC) 65/100 |
| OpenCritic（推荐率） | 21%                      |

| 媒体                  | 得分   |
| --------------------- | ------ |
| 電腦遊戲雜誌          | 6.5/10 |
| Digital Trends        | [ 24 ] |
| Eurogamer             | [ 25 ] |
| GamesRadar+           | 3/5    |
| HardcoreGamer         | 3.5/5  |
| IGN                   | 7/10   |
| 个人电脑杂志          | 3.5/5  |
| Push Square           | [ 30 ] |
| Shacknews             | 7/10   |
| Video Games Chronicle | [ 32 ] |

根據評論聚合網站Metacritic的數據顯示，《星鳴特攻》獲得「褒貶不一」或「中等」評價，其中PS5版的評分為67/100，PC版的評分為70/100。OpenCritic顯示，遊戲共從17位評論者中獲得僅18%的推薦。
Push Square給出了7/10的評分，評論道：「Firewalk的首款遊戲可能不是驚天動地，但整體上確實相當不錯。」Digital Trends則給出了3/5的評分，評論稱：「《星鳴特攻》具備著有趣的多人遊戲的基礎，但缺乏實質內容。Video Games Chronicle同樣給出了3/5的評分，並對遊戲共40美元的定價提出批評，建議等待遊戲在PlayStation Plus上線後再購買。
GamingBolt報導，《星鳴特攻》的遊戲聲勢不如預期，Steam上的最高同時在線玩家峰值僅為697位玩家，這對一款大型發行遊戲而言是極低的數字，甚至低於其測試版本的玩家人數表現。PCGamesN指出，該遊戲在競品市場方面，被《鬥陣特攻2》和《特戰英豪》等等免費服務型遊戲主導的高度飽和市場中難以脫穎而出，這也是本作難以突破市場及玩家人數減少的因素之一。
另外，有媒体认为，該款遊戲在美术设计等方面，被部分玩家社群认为存在过度的觉醒文化元素，并因此给出惡評和抵制，亦為該遊戲出師不利的原因。

## 改編
2024年8月，有消息称《星鳴特攻》將被改編进入電玩選集系列《秘密關卡》中。